# جامع عمر عيسى
جامع عمر عيسى ( (بالصومالية: Jaamac Cumar Ciise)‏، (1922 - 6 يناير 2014) يُعرف أيضا باسم Aw Jaamac (أو جامع)، باحث صومالي ومؤرخ وجامع للأدب الشفهي في الصومال. كتب أول دراسة موثوقة عن الدراويش.

## سيرة شخصية
يعتبر الكاتب جامع عمر عيسى جامعا للتاريخ الصومالي الذي كان يُتداول شفهيا كما سجل الأعمال الأدبية للشعراء الصوماليين، ويعرف بالشيخ جامع عمر عيسى أيضا، كونه كان ضليعا في العلوم الشرعية.
ولد في مدينة قندلة شمال الصومال. درس العلوم الشرعية والأساسية باللغة العربية، وحفظ القرآن صغيرا، عُيّن مدرسًا معتمدًا في هرجيسا شمال الصومال عام 1957. في أوائل الستينيات، انتقل أو جامع إلى العاصمة الصومالية مقديشو للتدريس والاستمرار في جمع أشعار المناضل السيد محمد عبد الله حسن.
انضم الكاتب الشيخ جامع عمر عيسى في عام 1965 إلى حزب وحدة الشباب الصومالي بحيث أصبح عضوا فعّالا في منطقته، والمعروف في تاريخ الصومال أن الحزب وغيره من الأحزاب السياسية والنضالية كان يكافح في سبيل تحرير الأراضي الصومالية من ربقة الاستعمار الأوروبي. وخلال هذه الفترة بدأ يجمع ويدون الأشعار الصومالية التي لم يسبق تدوينها من قبل فحول الشعراء الصوماليين، كما اهتم بجمع وتدوين تاريخ حركة الدراويش وجهادها ضد المستعمر.
في عام 1965م وفي شهر يوينو تحققت له رغبة طالما كان ينتظرها ويسعى من أجلها وهي رغبته في سفر إلى جمهورية مصر العربية، وبعد وصوله إلي قاهرة المعز التقى هناك بعض المثقفين وطلبة العلم من أبناء الصومال الذين أفاد لهم واستفاد منهم، وكذا بعض الكتاب والمؤرخين المصريين، ولما عاد إلى البلاد عين وظيفة باحث مساعد بالدائرة الثقافية التي تمّ استحداثها بوزارة التربية والتعليم في مقديشو وكان ذلك عام 1966.
عند محاولات تدوين اللغة الصومالية ونحت حروف مناسبة لها، اختير الشيخ جامع عضوا في لجنة اللغة الصومالية لهذا الغرض، وكان ذلك عام 1972م قبل نجاح المهمة وهي تدوين أحرف مناسبة للغة الصومالية، وخلال تلك اللجنة ومحاولاتها وتدويلها برئاسة معالي الشريف صالح محمد علي، انبثقت الحروف اللاتينة لتكون الحروف المستخدمة للغة الصومالية بعد موافقة الأعضاء جميعا.
أمضى الشيخ جامع عمر عيسى قرابة عشرين عامًا في جمع ونسخ الشعر المنقول شفهيًا قبل نشره في كتابه ديوان السيد محمد عبد الله حسن، الذي حررته المطبعة الوطنية الصومالية في العاصمة الصومالية مقديشو عام 1974.
وشكل ديوان السيد محمد عبدالله حسن الذي أصدره الكاتب الشيخ جامع نواة لإصداره كتابه التالي الذي أصدره بعده بعامين والذي سماه " تاريخ الدراويش والسيد محمد عبد الله حسن الذي صدر عام 1976، وراجعته أكاديمية الثقافة في العاصمة الصومالية مقديشو 

## مؤلفاته
- جرائم الاستعمار، طبع في مقديشو في أوائل الستينات.
- زعماء الحركة السياسية في الصومال طبع بالقاهرة 1964
- تاريخ الصومال في العصور الوسطى والحديثة - 1965 [6]
- اللواء داود عبد الله حرسي، (قائد الجيش الصومالي) طبع في مقديشو سنة 1968م.
- ثورة 21 أكتوبر، طبع بمطابع الحكومة بمقديشو عام 1972م.
- تاريخ الدراويش والسيد محمد عبد الله حسن 1976
- ديوان السيد محمد عبدالله حسن 1976 [7]
- مقديشو ماضيها وحاضرها، طبع على نفقة الحكومة المحلية بمقديشو 1979 [8]
- انهيار الصومال 1995
- خمسة من النساء،طبع في نيروبي بكينيا في عام 1999م.
- الصراع بين الإسلام والنصرانية في شرق إفريقيا، طبع في نيروبي في عام 1999م.
- جمهورية جيبوتي ودورها في حل الأزمة الصومالية، طبع في الإمارات عام 2006م.
- تاريخ القرن الإفريقي، ما زال هذا الكتاب مخطوطا غير مطبوع.

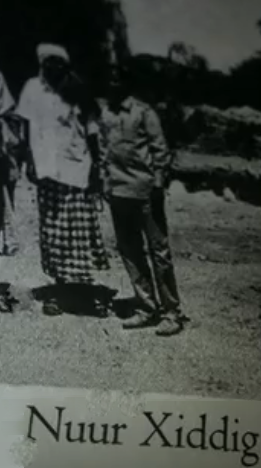
أو جامع يقف بجانب نور حدج (بالقميص اأبيض) مرتديًا خرزة صلاة التي اشتهر بها الدراويش على معصمه الأيسر وعمامة الدراويش الرمزية على رأسه.

## قيل عنه
من المعروف لدى الجماهير التي عرفت الشيخ جامع عمر عيسى عن كثب أنه كان متواضعا زاهدا، يفضل البساطة على الرغم من جلالة مكانته العلمية والاجتماعية، لا يمكن أن يتصور علوّ همة المؤرخ الراحل وتفانيه في العلم وخدمته وجمعه، إلا من تعرف عليه عن كثب، ومن خلال مصاحبتي له وجدت أنه كان مثالا في الهمة والطموح حتى بعد أن تقادم عليه العهد وألحت عليه الأمراض. د عمر محمد ورسمة
لا أقول شططا إذا ادعيت أن الشيخ جامع عمر عيسى كان أغزر المؤرخين الصوماليين انتاجا فقد أصدر ستة عشر كتابا : عشرة منها باللغة العربية وستة منها باللغة الصومالية وكلها في الأدب والتاريخ الصومالي، بالإضافة إلى بضعة مؤلفات أخرى لم تر النور بعد، ولعلها تأخذ في طريقها إلى الطباعة إن شاء الله بعد رحيله عن عالمنا، وأعتقد أن هذا الرجل بشهادة المؤرخين الكبار الصوماليين والأجانب دأب في كتابة التاريخ ما لم يدأب فيه غيره من وقت مبكر في حياته. القاضي محمد عمر أحمد 
كان للشيخ جامع أثر كبير على أوساط المثقفين في داخل البلاد وخارجها، وكان يلاحظ دائما عند الشيخ حركة كبيرة من قبل الباحثين للتاريخ الصومال وأدبه، وقد تعرفتُ على الشيخ في مكة المكرمة عند زيارته بحيث اجتمعنا في بيت المرحوم فضيلة الدكتور عبد القادر محمد عبد الله وضيافته – رحمه الله – في موسم الحج عام 1984م، وترك الشيخ أثرا ثقافيا وعلميا قويا في نواحي التدوين والتأليف خلال رحلته العلمية، واشتهر لدى كل من عاصر واحتك معه بأنه شخصية لا تهدأ ولا تستكين رغم الظروف والعمر المتقدم. وفي هذا المجال تمكن الشيخ من كتابة عدة من المؤلفات كلها تتعلق بالتاريخ الصومالي وحضارته وأدبه وما له علاقة بالمنطقة. د محمد حسين معلم 

## وفاته
في 6 يناير 2014، توفي الكاتب الشيخ جامع عمر عيسى في دولة جيبوتي  عن عمر ناهز 91 عامًا. وكان يعيش في جيبوتي منذ انهيار الحكومة المركزية الصومالية في عام 1991، وبعد ذلك استضافته حكومة جيبوتي.

## روابط خارجية
- رحيل المؤرخ المناضل الشيخ جامع عمر عيسى